# Mărimi molare de exces
Mărimile molare de exces sunt proprietăți ale amestecurilor de substanțe care caracterizează abaterea de la starea de amestec ideal. Cele mai frecvente sunt volumul, entalpia și potențialul chimic de exces.

## Definire
{\displaystyle M^{E}=M-M_{i}^{id}}
e mărimea extensivă exces
{\displaystyle {\bar {M}}_{i}^{E}={\bar {M}}_{i}-{\bar {M}}_{i}^{id}}
e mărimea parțială exces
{\displaystyle M^{E}=M-\sum _{i}x_{i}M_{i}^{id}.}
Mărimile exces sunt legate de cele de amestecare care sunt definite prin:
{\displaystyle M^{m}=M-\sum _{i}x_{i}M_{i}^{0}.}
unde {\displaystyle 0} indică componenții puri, {\displaystyle E} mărimile (de) exces, {\displaystyle z} mărimea de interes. Folosind:
{\displaystyle M=\sum _{i}x_{i}{\bar {M_{i}}},}
prin substituire:
{\displaystyle M^{E}=\sum _{i}x_{i}({\bar {M_{i}}}-M_{i}^{id}).}
Mărimile exces sunt identice cu cele de amestecare în cazul volumului, energiei interne și entalpiei care sunt nule la amestecurile ideale. Entropia și energiile libere exces sunt nenule pentru amestecurile ideale.

## Exemple
{\displaystyle {\bar {V^{E}}}_{i}={\bar {V}}_{i}-{\bar {V}}_{i}^{id}}
{\displaystyle {\bar {S^{E}}}_{i}={\bar {S}}_{i}-{\bar {S}}_{i}^{id}}
{\displaystyle {\bar {H^{E}}}_{i}={\bar {H}}_{i}-{\bar {H}}_{i}^{id}}
{\displaystyle {\bar {G^{E}}}_{i}={\bar {G}}_{i}-{\bar {G}}_{i}^{id}}
{\displaystyle {\bar {V^{E}}}_{i}=RT{\frac {\partial (ln(\gamma _{i}))}{\partial P}}}

## Derivate cu parametrii de stare
Derivatele parțiale cu parametrii de stare T, p dau sau sunt incluse în expresiile unor mărimi derivate cum ar fi capacitea termică exces și coeficientul de dilatare termică exces.
{\displaystyle {\frac {\partial {\bar {V^{E}}}_{i}}{\partial T}}=R{\frac {\partial (ln(\gamma _{i}))}{\partial P}}+RT{\partial ^{2} \over \partial T\partial P}ln(\gamma _{i})}